# 加利·莊遜
加利·史提芬·莊遜（英語：Gary Stephen Johnson，1955年9月28日—）是一名英格蘭前足球運動員及現任領隊，曾兩度執教伊奧維。
莊遜在此以前曾領導劍橋聯、凱特靈、屈福特（擔任青訓學院總監）、拉脫維亞國家隊、布里斯托城、彼德堡和諾咸頓。
他的兒子李爾是現任英甲球會桑德兰的領隊。

## 生平
重返伊奧維
2012年1月9日加利·莊遜回巢伊奧維任教，時任領隊特里·斯基夫顿（Terry Skiverton）退任助理領隊。球隊在加利·莊遜帶領下表現回勇，於19場聯賽取得30分，提早兩輪完成護級任務。
2012/13年球季的開局十分美滿，直到9月初於四輪賽事後球隊在聯賽仍然保持不敗而位列榜首，更在英格蘭聯賽錦標一路挺進，最終在南區準決賽才僅負於奧連特出局；而英格蘭聯賽盃於首圈淘汰高車士打，在次圈遇上西布朗亦僅負2-4而出局。但接下來球隊遭遇低潮，在聯賽吃下六連敗，加利·莊遜出盡法寶力求扭轉劣勢。
球隊自2012年12月29日在法頓公園球場以2-1擊敗樸茨茅夫後，一口氣取得八連勝，是聯賽一項球會新紀錄。加利·莊遜獲提名競逐1月份的最佳領隊，但最終由華素爾的迪恩·史密斯（Dean Smith）獲得獎項。
伊奧維以第四位的成績獲得參加升班附加賽的資格，於準決賽兩回合累計2-1殺退錫菲聯；2013年5月19日在溫布萊球場舉行的決賽對賓福特，憑藉上半場的兩個入球，最終以2-1擊敗對手，帶領球隊歷來首次晉身次級聯賽。

## 榮譽

### 領隊
伊奧維
- 英格蘭足球甲級聯賽附加賽冠軍：2012/13年，升班英冠；
- 英格蘭足球乙級聯賽冠軍：2004/05年，升班英甲；
- 英格蘭足球議會聯賽冠軍：2002/03年，升班英乙；
- 英格蘭足總錦標冠軍：2001/02年；
- 英格蘭足球聯賽領隊協會英甲年度最佳領隊：2012/13年；

布里斯托城
- 英格蘭足球冠軍聯賽附加賽亞軍：2007/08年；
- 英格蘭足球甲級聯賽亞軍：2006/07年，升班英冠；

## 外部連結
- 足球資料庫：Gary Johnson的領隊統計數據